# أمينة إشينسو
أمينة إِشينسو أوكسُز (بالتركية: Emine Işınsu (Öksüz))‏ (ولدت في 17 مايو عام 1938) مؤلفة تركية معاصرة. وتعد أيضاً كاتبة مقالات بالعمود في الصحيفة، ومحررة وناشرة بالمجلة، وكاتبة مسرحيات وحازت عليها على جوائز ومشهورة للغاية برواياتها.
ولدت أمينة إشينسو في 17 مايو عام 1938 في مدينة قارص حيث كان والدها يشغل بها منصب قائد الفرقة. وتعد أمينة ابنة خالدة نُصرت زورلوتونا الشاعرة والكاتبة البارزة في العصر الجمهوري وابنة اللواء عزيز وجيهي زورلوتونا. نشأت أمينة إشينسو وعاشت بضع سنوات في أجزاء مختلفة من الوطن مثل ساريكاميش، وأورفة وقرمان وذلك بسبب وظائف والدها وكانت تعيش في بيئة يُقرأ بها الشعر ويُذكر فيها الأدب باستمرار وذلك بسبب والدتها.
فكانت المدارس التي نمت بها تعكس تغيرات النزوح والتنقل. درست أمينة تعليمها الابتدائي في أورفة، وساريكاميش وأنقرة. وتخرجت من المدرسة الثانوية التي تُدعى «كلية أنقرة بجمعية التعليم التركي». وذهبت أمينة إلى الولايات المتحدة الأمريكية من خلال منحة من (afs) في أجازة نصف العام. ودرست أمينة لفترة من الوقت في قسم إدارة الأعمال بالجامعة الفنية بالشرق الأوسط وأيضاً درست في قسم الفلسفة بالكلية نفسها وأيضاً في أقسام اللغة الإنجليزية وآدابها في كلية اللغة والتاريخ والجغرافيا في جامعة أنقرة. وحينما درست اللغة الإنجليزية وآدابها ذهبت إلى الولايات المتحدة الأمريكية من خلال منحة (AFS) في أجازة نصف العام.
وحينما بلغت أمينة إشينسو السابعة عشر من عمرها طبعت أول عمل لها بعنوان «ملحوظتين على كتاب الشعر». وفي عام 1963 توجهت أمينة إلى فن الرواية بشكل مكثف وذلك عقب رواية «العالم الصغير» حيث حازت عليه على جائزة. وخلال أعوام 1971 – 1981 أصدرت أمينة مجلة " TÖRE " عن دار نشر «الأفكار الهامة والفن المؤقت» لعام 1970 وذلك بجانب كتابتها للروايات. ونشرت مقالات في العديد من المجلات والصحف. وكتبت مقالات بالعمود في جرائد «إسطنبول الحديثة والصباح».
أمينة إشينسو متزوجة ولها ثلاثة أولاد.

## هويتهاالأدبية
يبرز في روايات أمينة إشينسو علم النفس البشري وذلك بسبب تصوير الأماكن. كتبت أمينة أول رواية لها بعنوان «العالم الصغير» من خلال السرد بالضمير الشخصي الأول ويُنقل كل شئ بها ويستخلص من الحالة الروحية والنفسية لبطل الرواية. فإذا تركنا الضمير الشخصي الأول في رواياتها الأخرى سنرى الأماكن من خلال الإدراكات الحسية وعقب الانتقال من تحليل مشاعر الأبطال. وهذه الأهمية النفسية تُذكرنا بتيار الوعي والوجدان من حين لآخر.
ويبرز أيضا من بين مواضيع الرواية ما يلي: " أسر المرأة، وأسر الأتراك (بلغاريا، كركوك وتراقيا الغربية) وأيضاً آلالام تركيا. وتناولت أمينة إشينسو مؤخراً في أعمالها حياة كلا من: " يونس إمرة قائد التصوف التركي، ونيازي المصري، وحاج بيرم ولي وحاج بكطاش ولي ".

## جوائزها
- جائزة الفن من وزارة السياحة عن رواية «العالم الصغير»
- جائزة رواية وقفي بالأدب التركي عن رواية «الأراضي البيضاء»
- المركزالأول بشعبة الدراما في مسابقة مسرحية (RADYOFONIK) بمؤسسة الإذاعة والتلفزيون عن مسرحية «قد بُيع قلب واحد»
- جائزة رواية وقفي بالثقافة القومية التركية عن رواية «آلالام»
- جائزة رواية اتحاد كتاب تركيا عن رواية «البهلوانات»
- جائزة حمد الله صبحي تانريأوفر عن رواية «مداخن تركيا»
- جوائز اللغة التركية لكارمان «جائزة الكاتب المستخدم للغة التركية بشكل دقيق وجميل»
- «جائزة الشرف»، (اتحاد أصحاب العمل الأدبي والعلم بتركيا)
- اتحاد كتاب تركيا – فرع إسطنبول، «جائزة رواية على مدى الحياة»

## عضويتها
- عضو الوفد الإداري بمؤسسة الأدب التركي
- عضو الاتحاد المركزي لأصحاب الأعمال الأدبية والعلوم
- عضو اتحاد الكتاب التركي

## أعمالها

### رواياتها
- العالم الصغير (1966)ISBN 975-437-059-1
- أراضي الجحيم (1970) ISBN 975-8971-39-5
- الأراضي البيضاء (1971) ISBN 975-8971-46-8
- الأسير (1973) ISBN 975-8971-37-9
- الآلام (1974) ISBN 975-437-044-3
- نمو الأزهار (1978) ISBN 975-437-060-5
- البهلوانات (1982) ISBN 975-437-078-8
- خلف جبل الكاف (1988) ISBN 975-437-066-4
- الباسلان (1990) ISBN 975-422-172-3
- دوارات (1990) ISBN 975-8971-48-4
- ISBN 975-17-0890-7 (1991) Un coeur aux encheres
- النشيد الجمهوري (1993) ISBN 975-8971-42-5
- مطر أبريل (1997) ISBN 975-437-201-2
- حواء (1999) ISBN 975-437-255-1
- انا هناك وبداخلي (2002) ISBN 975-8971-44-1
- حاج بيرم (2005) ISBN 975-897-144-2
- حاج بكطاش ولي (2008)
- عائلة ما (2013) ISBN 605-526-149-8
- شبكة صيد (2004) ISBN 975-437-472-4

حول المخرج عثمان سيناف رواية «العالم الصغير» إلى مسلسل تلفزيوني وبُث على شاشة قناة تي أر تي. حول أيضاً المخرج عثمان سيناف رواية «دوارات» إلى مسلسل تلفزيوني وله سيناريو أصلي. إلا أن بُث في شكل رواية وذلك لأن قناة تي أر تي حظرت نشره بحجة «السخرية من المثقفين».

### مسرحياتها
- قد بٌيع قلب ما (1967)
- مليون إبرة (1967)
- أبطال مجهولين (1975)

بُثت مسرحية «قد بُيع قلب ما» على شاشة قناة تي أر تي وقد حولت إلى فيلم ومسلسل تلفزيوني بعد ذلك. وبُثت أيضاً على شاشة قناة تي أر تي مرة أخرى.

## أعمال أخرى
- ليلة مع النجوم (قصص – 1991) ISBN 975-8971-36-0
- قائلاً بسبب صديق (مقالة – 1995) ISBN 975-437-153-9